# Geschützter Landschaftsbestandteil Neue Wiese und Waldrand nördlich des Festerbachkopfes
Der Geschützte Landschaftsbestandteil Neue Wiese und Waldrand nördlich des Festerbachkopfes mit 0,81 ha Flächengröße liegt nordwestlich von Winterberg. Das Gebiet wurde 2008 bei der Aufstellung vom Landschaftsplan Winterberg durch den Kreistag des Hochsauerlandkreises als Geschützter Landschaftsbestandteil (LB) ausgewiesen. Der LB ist fast nur umgeben vom Landschaftsschutzgebiet Winterberg, nur Teile des früheren Weges grenzen im Osten an das Naturschutzgebiet Namenlose-Talsystem. Der LB liegt nördlich vom Berg Festerbachkopf.

## Gebietsbeschreibung
Es handelt sich um eine Grünlandbrache mit einem Siepen und auch der frühere Weg zum Tal gehört auf etwa 350 m zum LB. Der Wegebereich bildet heute einen vielgestaltigen Waldmantel mit schutzwürdiger Vegetation und Kleinstrukturen wie Diabasfindlingen im Übergang zur ehemaligen Hude, der heute zum Naturschutzgebiet Namenlose-Talsystem gehört. Auf der Hauptfläche liegen Grünlandbereiche von brachgefallenes Nassgrünland bis zu Borstgrasrasen. Auf dem Grünland kommen seltene und gefährdete Pflanzenarten vor.
Der LB ist ein gesetzlich geschütztes Biotop nach § 30 BNatSchG.